# 九號烈風或暴風風力增強信號

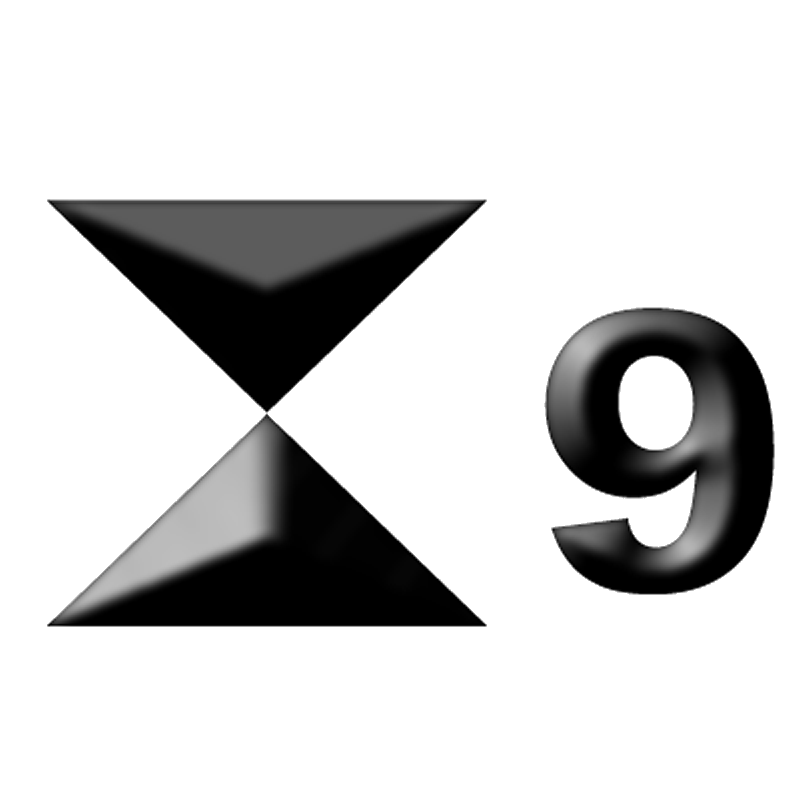
九號烈風或暴風風力增強信號的標誌

九號烈風或暴風風力增強信號（英語：Increasing Gale Or Storm Signal No.9）為香港天文台熱帶氣旋警告信號中第二高的信號，僅次於十號颶風信號，一般市民俗稱為九號風球或九號波，表示當熱帶氣旋接近香港時，香港風力顯著增強至每小時88至117公里暴風風力，及預測香港可能受熱帶氣旋的颶風範圍影響。九號信號可以說是十號信號預警。如果最終風力不達颶風程度，十號信號便不需要發出。香港自1917年創立此信號起至今曾發出59次。低一級為八號烈風或暴風信號。
最近一次九號烈風或暴風風力增強信號於2025年7月20日早上7時20分發出，當時香港受到颱風韋帕正面吹襲。

## 定義
熱帶氣旋級別為颱風或以上，颶風範圍逼近使香港的風力現正或預料會顯著加強。一般而言，如果一個達颱風或以上級別熱帶氣旋進入香港100公里範圍內（定義為正面吹襲），便有發出九號信號的可能性。
根據香港天文台於1997年印製的漁民作業天氣資料卡，九號信號的意義詳述為「預料持續風力會在數小時內增至每小時88至117公里的時候，將會懸掛此信號」，意味着香港持續風力會顯著增強到最少達暴風程度。大部份情況之下，若天文台預測香港境內的海平面風力將會達至颶風程度並有可能發出十號信號的情況下，才會發出九號信號；即使持續吹暴風，若預測風力不會增強至颶風程度，天文台只會維持八號信號。換言之，九號信號的主要作用是「預警十號信號」，表示香港「可能受颶風威脅」——當一個達颱風或以上級別熱帶氣旋襲港，並且可能令香港受其颶風範圍影響（如香港以南水域本港颱風預警前哨站黃茅洲錄得颶風）時，才有機會發出九號信號。因此當十號信號取消時，天文台會直接改發八號信號，而不是九號信號。

## 歷史
1917年，皇家香港天文台首次設立相等於現時九號信號的「六號風球」，代表烈風將增強，為可能懸掛最高信號作準備。1931年，六號信號改為九號，自此九號信號一直沿用至今。1917年8月，天文台首次懸掛烈風增強信號。進入1920年代，颱風頻繁襲港，創下至今最多九號信號的年代，共達11次；其中1923年創下最多九號信號的年份，達4次。1929年8月的一個熱帶氣旋首次由八號信號直接改掛十號信號，而省略九號信號，最後一次由八號直升至十號信號則為1957年9月颱風姬羅莉亞。歷來最長的九號信號為1922年7月一個熱帶氣旋，生效長達24.5小時；1931年改制後最長則為2008年颱風鸚鵡，生效11小時；最短則為1979年颱風荷貝，僅懸掛25分鐘便改掛十號信號。
香港天文台曾把本警告稱為「九號烈風或暴風風力增強信號」、「九號烈風或暴風增強信號」及「九號暴風增強信號」。而九號信號現今的正式名稱是「九號烈風或暴風風力增強信號」，表示烈風或暴風的風力現正或預料會顯著加強，香港天文台在業務上使用這個名字時可能稍有出入。九號信號由設立至今，一直以上下相對的兩個三角形表示。2001年及以前，九號信號的晚間燈號為「綠綠綠」。
由2024年起，當天文台可能或確定需發出九號信號時，除在「熱帶氣旋警告」描述外，亦會發出相關的「特別天氣提示」通知市民。此項「特別天氣提示」於2025年7月20日颱風韋帕正面襲港前首次發出。

## 九號信號之最
1917年設立數字熱帶氣旋警告信號系統至1930年期間，香港曾發出六號信號15次；自1931年改制至今，天文台發出九號烈風或暴風風力增強信號40次，當中有31次是在1946年或之後，這31次九號信號有18次最終需要發出十號信號，即約58%的九號信號最終需要發出十號信號。九號信號及改制前之六號信號合計，一共發出55次。

### 最早全年發出
- 1961年颱風愛麗斯，由5月19日08:35至10:30，共維持1小時55分鐘，發出及取消時間均為夏令時間，亦是唯一一次需於5月發出九號烈風或暴風風力增強信號。

### 最晚全年發出
- 1939年11月一個熱帶氣旋，由11月23日15:50至16:15，共維持25分鐘；而二戰後為1954年超強颱風柏美娜，由11月6日10:15至15:00，共維持4小時45分鐘。

### 生效時間最長
- 1922年7月一個熱帶氣旋，由7月12日07:50至7月13日08:20，共維持24小時30分鐘；而二戰後為2008年颱風鸚鵡，由8月22日13:40至8月23日00:40，共維持11小時。

### 生效時間最短
- 1939年11月一個熱帶氣旋及1979年超強颱風荷貝，分別由11月23日15:50至16:15及由8月2日12:35至13:00（發出及取消時間均為夏令時間），各只維持25分鐘。

### 發出最多次數的年份
- 1931年及1964年，分別共有3次。

### 距離最遠的九號信號
- 1974年颱風嘉曼，最接近香港天文台總部之距離為130公里，亦是至今惟一一次熱帶氣旋非正面襲港下發出的九號信號。

### 相隔時間最長
- 1983年超強颱風愛倫及1997年颱風維克托，兩者相隔14年[17]。

### 相隔時間最短
- 1964年超強颱風艾黛及超強颱風露比，兩者僅相隔27日。

## 影響
- 港內、港外線渡輪暫停。
- 往來澳門（包括氹仔）渡輪及直昇機停航。
- 主題公園及康文署設施暫停開放。
- 辦公室停工或員工在家工作。
- 所有學校停課。
- 庇護工場暫停開放。
- 部份仍於八號信號生效時營業的食肆可能會在九號信號生效時暫停營業。
- 電車、纜車及絕大部份巴士路線停駛，少量的士會仍然載客，但很大機會會加價。
- 少數仍於八號信號生效時維持有限度服務的巴士路線，亦會於九號信號發出後短時間內開出尾班車並暫停服務。員工巴士亦會因安全起見而停駛。
- 香港股市改為透過遙距方式照常交易（2024年9月23日起），但銀行暫停營業。
- 貨櫃停止交收。
- 機場航班可能會受影響，可留意航空公司通知。
- 港鐵提供隧道段有限度服務（觀塘綫彩虹至黃埔、荃灣綫荔景至中環、港島綫杏花邨至堅尼地城、南港島綫海怡半島至利東、東涌綫九龍至香港、東鐵綫紅磡至金鐘、屯馬綫荃灣西至尖東及何文田至鑽石山；將軍澳綫全綫 維持正常；迪士尼綫、機場快綫、輕鐵及港鐵巴士 暫停）；至於信號發出時仍在露天段行駛的列車，則會盡可能駛至終點站或鄰近大型商場的車站；請留意港鐵公司通知（可能在未知會情況下暫停服務）[18]。
- 跨海大橋部份或全線封閉（實際情況視乎該處風勢而定），包括：青嶼幹線只開放下層，青嶼幹線上層、深圳灣大橋、港珠澳大橋、將軍澳跨灣大橋全線封閉。
如情況許可，汀九橋、昂船洲大橋中線封閉，南灣隧道東行封閉，而汀九橋亦只能前往大欖隧道；否則大橋須全線封閉。

## 應變措施及注意事項

### 應變措施
- 鎖緊門窗，把門栓拴好，窗板或大閘上牢。當風的大玻璃窗應加貼膠紙，減少玻璃破裂時所引致的損傷。
- 不要站近當風的窗戶。把家具及貴重物件搬離風口位。萬一窗戶被吹破，確保仍有一個安全地方暫避，故應早點決定萬一當風的窗隻破裂時，哪一個房間可作棲身之用。
- 光管招牌負責人須安排截斷招牌的電力供應。
- 車輛應停泊在最不容易遭受破壞的地方。
- 如情況許可，市民應儘早回家，避免逗留在街上。

### 注意事項
- 香港不同地區的天氣情況不能夠單憑發出的信號推斷。只知道發出了什麼信號並不足夠，市民應該留意電台、電視台及天文台網頁及「打電話問天氣」系統所提供的熱帶氣旋最新消息及有關報告，然後就發出的信號決定採取適當的相應行動。
- 市民應已採取所有預防措施。切勿外出，應遠離當風的門窗，以免被隨風吹來的碎片擊中。
- 受地形或鄰近建築物影響，市民所在區域的風力與香港普遍風勢可能有顯著差異。離岸海域及高地風力通常較強，不當風的地區風力較弱。
- 天文台透過多種途徑，特別是互聯網，向公眾提供各區風力及雨量的詳細資料。市民應該因應各自的具體情況和可接受的風險水平，就警告採取適當的預防措施。
- 即使熱帶氣旋正逐步遠離香港，也不應放鬆戒備，因為烈風可能仍然肆虐一段時間，故應留在室內安全的地方，直至風勢緩和為止。

### 防風措施報告
防風措施報告一般在九號或十號信號生效期間於「熱帶氣旋警告」中顯示。
- 各位現時切勿外出，如果已經在有遮蔽的地方躲避，就應該繼續在那裡停留，而且要遠離窗戶。屋內門戶必須關緊，小孩要安置在不當風的地方，千萬不要接觸被風吹倒的電線。
- 窗門玻璃已遭受大風的壓力，如再受物件撞擊就會破裂，因此必須遠離當風的窗戶，並且預早選定一個安全的地方，以防玻璃萬一破裂時，可以躲避。除非毫無危險，現在不要修補破裂的窗戶及門戶。
- 倘若「風眼」直接掠過香港，風勢會停息數分鐘至數小時不等，但具有破壞性的風力隨時會突然恢復從另一個方向吹來。不要離開有遮蔽的地方，同時留意風向轉變。請留意有關熱帶氣旋警告的廣播。
- 因為海面［有非常大浪／巨浪／極巨浪／水流湍急且方向不定］，市民應該遠離岸邊及停止所有水上活動。
- 外出人士若不能在短時間內回家，請即找尋安全地方躲避，直至危險過去為止。（如黑色暴雨警告信號生效，「若不能在短時間內回家」等字則不適用。）
- 香港國際機場的航班可能受到天氣影響。旅客前往機場前，請先向航空公司查詢航班情況。

## 風暴消息
當八號或以上信號生效期間，無綫電視翡翠台及明珠台、ViuTV及ViuTVsix和港台電視31會定時提供一節風暴消息（亞洲電視在2016年停播前亦有同樣安排），HOY TV則額外時段與HOY資訊台聯播《有線新聞》。其中於2008年颱風鸚鵡襲港期間的風暴消息內，翡翠台同步直播北京奧運男子乒乓球項目。但若天文台在非30分或非00分更改熱帶氣旋警告，電視台可以在廣告或節目中插播臨時的風暴消息，例如2012年的強颱風韋森特，天文台於凌晨12時45分發出十號颶風信號，翡翠台和本港台立即播出《風暴消息》。而風暴消息不會在新聞時段播出，相關風暴消息會在新聞時段內報道。
另外所有電台亦會在每小時15分、30分、45分及58分廣播天文台最新熱帶氣旋警告，而相關風暴消息則會在正點及半點新聞內報道，若天文台更改熱帶氣旋警告，則由當時的節目主持或節目助理報告有關消息。

## 爭議

### 九號信號定義含糊
九號信號全名為「九號烈風或暴風風力增強信號」，表示當熱帶氣旋接近香港時，香港風力將「顯著增強」。然而「顯著增強」一詞定義未有對外公開的客觀標準，經常引起市民混淆。加上在強烈熱帶風暴正面襲港時應否發出九號信號的討論，因此有不少議員及市民曾提議修改八號與九號信號的定義，分拆為八號烈風信號及九號暴風信號；或直接廢除九號信號，但天文台至今並未考慮及接納以上建議。天文台近年開始加強向公眾教育，強調九號信號的作用是代表香港「可能受颶風威脅」，亦即預警可能有需要發出十號信號；而自2017年開始至今，天文台大多會在發出九號信號後加上「天文台會視乎本地風力變化，評估是否需要發出十號颶風信號」或類似字眼。

### 「預警九號信號」爭議
以往天文台發出九號及十號信號前，基本上不會提早預警，僅以「可能有需要發出更高熱帶氣旋警告信號」等字句暗示。原因是九號信號已是作為十號信號的預警，因而無需另作預告（如2017年超強颱風天鴿、2018年超強颱風山竹等）；在個別案例中，例如2009年颱風莫拉菲、2020年颱風海高斯，更是毫無先兆地突然發出九號信號。
惟2023年超強颱風蘇拉吹襲期間，天文台史無前例地提前35分鐘預告發出九號信號之確實時間，隨後於同年強颱風小犬正面吹襲時因為發出九號信號引致港鐵露天及架空路段即時停駛，導致大量乘客滯留港鐵站和機場，引起部份市民及氣象迷對九號信號應否作出確實時間預警的爭議，但同時不少市民於八號信號生效一段時間仍在街上逗留的行為亦飽受質疑和批評。為解決爭議，由2024年起，當天文台可能或確定需發出九號信號時，除在「熱帶氣旋警告」描述外，亦會加發相關的「特別天氣提示」通知市民；此類「特別天氣提示」於2025年颱風韋帕正面吹襲期間首次發出。

### 強烈熱帶風暴正面襲港爭議
強烈熱帶風暴之中心最高持續風力達88至117公里。天文台在多次應對強烈熱帶風暴正面襲港之處理手法均引起有關九號信號的討論。
2000年代初，每當有強度達颱風級別的熱帶氣旋在橫過香港期間減弱為強烈熱帶風暴，天文台均會維持九號信號，直至熱帶氣旋風力最大的區域遠離香港後才改發八號信號，如1997年颱風維克托、1999年颱風瑪姬及2008年颱風鸚鵡；因此不少市民誤以為當強烈熱帶風暴正面襲港時，天文台便會發出九號信號。2012年9月22日，在天文台及地下天文台進行聯席會議時，天文台台長岑智明回應地下天文台查詢時明確表示，強烈熱帶風暴雖可為香港帶來暴風，但八號信號含義已包括暴風在內，因此只有當颱風或以上級別的熱帶氣旋襲港，並有可能令香港吹颶風時，才有機會發出九號信號。
2017年8月27日，強烈熱帶風暴帕卡正面吹襲本港，在天文台西南約90公里內掠過，維港內吹烈風，長洲和塔門吹暴風。當時帕卡非常接近颱風強度，長洲和塔門更幾乎實測颶風，但天文台仍維持八號信號，並沒改發九號信號，部份氣象迷意見認為此舉風險甚高，若香港真正錄得颶風時才急發九號信號已屬過遲；但亦有相反意見指此舉屬釐清九號信號的準則，證明強烈熱帶風暴正面襲港時，只要天文台評估該風暴不會增強為颱風，便等同香港近海平面處沒有可能錄得颶風，無論香港實測風力有多接近颶風都不可發出九號信號。

## 備註
1. ↑  在粵語中，「波」是「球」的口語。
2. ↑  1943年當局曾暫停懸掛風球一年，1943年10月20日至1945年8月底當局簡化風球制度，只設一或二號風球，二號風球包含現今八號、九號及十號信號之風力。

## 外部連結
- 香港天文台－熱帶氣旋警告信號狀況
- 香港天文台－風暴潮信息
- 香港地下天文台氣象‧人‧語：何時才改發八號風球？
- YouTube上的熱帶氣旋警告-第二部份
- YouTube上的氣象冷知識：熱帶氣旋警告信號
- YouTube上的氣象冷知識：打風幾時知? 要留意提示